# ایستگاه شیروکندایی
ایستگاه شیروکندایی (به لاتین: Shirokanedai Station) یک ایستگاه مترو در ژاپن است که در شیروکانه‌دای واقع شده‌است.